# HD 41214
HD 41214，又名CD-51 1713，SAO 234251、HR 2138，是一颗恒星，视星等为5.67，位于銀經258.86，銀緯-28.53，其B1900.0坐标为赤經5h 58m 28.4s，赤緯-51° -28.53′ 11″。